# Putussibau
Putussibau ist eine indonesische Stadt auf der Insel Borneo. Sie ist die Hauptstadt des Kabupaten Kapuas Hulu in der Provinz Kalimantan Barat und hat 28.782 Einwohner.
Durch seine Lage im wenig besiedelten Inneren Borneos in der Nähe der Nationalparks Danau Sentarum und Betung Kerihun hat Putussibau eine gewisse touristische Bedeutung.
Putussibau liegt am Kapuas, dem mit einer Länge von 1143 km längsten Fluss Indonesiens. Ein Großteil der Bevölkerung gehört zu den Dayak.